# Melrose High School (Massachusetts)
Die Melrose High School (MHS) ist eine öffentliche High School für Schüler der Klassen 9–12. Sie befindet sich im Lynn Fells Parkway 360 in Melrose, Massachusetts und ist dort die einzige High School. Die Schule wird von der New England Association of Schools & Colleges (NEASC) akkreditiert und ist Mitglied des METCO Programm.

## Sportangebote
Die Schule verfügt über mehrere erfolgreiche Sportprogramme, die erfolgreichsten sind die Volleyball-Mädchenmannschaft, die Jungen-Fußballmannschaft und das Mädchen-Lacrosseteam.

## Internationale Kontakte
Die Melrose High School ist durch das German-American Partnership Program seit 1976 schulpartnerschaftlich mit dem Gymnasium Oberalster verbunden. Alle zwei Jahre reisen etwa zwanzig deutsche Schüler für ca. vier Wochen nach Melrose bei Boston und werden anschließend von ihren Austauschpartnern in Deutschland besucht.

## Bekannte ehemalige Schüler
- Ryan Johnson, Fußballer, spielt in der Major League Soccer für die San Jose Earthquakes.[1]
- Ken Reid, Stand-up-Comedian.
- Nick DeVita, Schauspieler[2]

## Bekannte Lehrer
- Elizabeth Dole, republikanische Politikerin[3]